# Chatchawit Techarukpong
Chatchawit Techarukpong (tiếng Thái: ชัชชวิศ เตชะรักษ์พงศ์, sinh ngày 22 tháng 3 năm 1992) còn có biệt danh là Victor (tiếng Thái: วิคเตอร์), là một diễn viên người Thái Lan. Anh được biết đến qua các vai chính Terk trong Room Alone 401-410 (2014), vai Min trong Water Boyy: The Series (2017) và vai thầy Pom trong The Gifted (2018).

## Tiểu sử
Victor sinh ra tại tỉnh Prachuap Khiri Khan, Thái Lan với bố là người Đài Loan còn mẹ là người Trung Quốc.

## Sự nghiệp
Victor bắt đầu tham gia ngành giải trí với vài lần thử giọng trong các cuộc thi ca hát như Teen Superstar với cái tên TS3 Victor, The Star và Academy Fantasia. Mặc dù không lọt vào các cuộc thi nói trên, anh vẫn có cơ hội thực hiện ước mơ làm ca sĩ sau khi kí hợp đồng với GMMTV và cho ra mắt bài hát "เราเลือกความรักได้เสมอ" (Rao Leuak Kwahm Ruk Dai Samur), nhạc phim của Room Alone 401-410 (2014), và "กอดสุดท้าย" (Kot Sutthai).
Vào năm 2015, anh được mời làm host của một số chương trình truyền hình như Proteen cùng với Jumpol Adulkittiporn (Off), Oishi Hitz List và làm host hậu trường của Asia's Got Talent mùa 1 trên Channel 3. Anh cũng vào vai chính trong Ugly Duckling: Don't (2015), U-Prince Series: Badass Baker (2016), Water Boyy: The Series (2017) và The Gifted (2018).
Anh từng là host của School Rangers cho đến tập 50 vào năm 2018 và được thay thế bởi Nawat Phumphotingam (White). Hiện tại, anh đang làm host của chương trình du lịch mang tên WOW! Thailand.

## Các phim tham gia

### Phim điện ảnh
| Năm  | Tên phim     | Vai  | Ghi chú   | Ref.          |
| ---- | ------------ | ---- | --------- | ------------- |
| 2017 | You & Me XXX | Book | Vai chính | [ 10 ] [ 11 ] |

### Phim truyền hình và TV show
| Năm  | Tên phim                                        | Vai                  | Ghi chú   | Ref.         |
| ---- | ----------------------------------------------- | -------------------- | --------- | ------------ |
| 2014 | Room Alone 401-410                              | Terk                 | Vai chính | [ 12 ]       |
| 2015 | Proteen                                         |                      | Host      | [ 13 ]       |
| 2015 | Asia's Got Talent (Channel 3)                   |                      | Host      | [ 7 ]        |
| 2015 | Oishi Hitz List                                 |                      | Host      | [ 7 ]        |
| 2015 | Ugly Duckling: Pity Girl                        | Minton               | Khách mời | [ 14 ]       |
| 2015 | Ugly Duckling: Don't                            | Minton               | Vai chính | [ 14 ]       |
| 2015 | Torfun Kub Marvin                               | Not                  | Vai phụ   | [ 15 ]       |
| 2015 | Room Alone 2                                    | Terk                 | Vai chính | [ 16 ]       |
| 2016 | U-Prince Series: Gentle Vet                     | Dash                 | Khách mời | [ 17 ]       |
| 2016 | U-Prince Series: Lovely Geologist               | Dash                 | Khách mời | [ 17 ]       |
| 2016 | U-Prince Series: Badass Baker                   | Dash                 | Vai chính | [ 17 ]       |
| 2017 | Love Songs Love Series To Be Continued: Destiny | Earth                | Vai phụ   |              |
| 2017 | Water Boyy: The Series                          | Min                  | Vai chính | [ 18 ]       |
| 2017 | U-Prince Series: Ambitious Boss                 | Dash                 | Khách mời | [ 17 ]       |
| 2017 | Bangkok Love Stories: Please                    | Quick                | Vai chính | [ 19 ]       |
| 2018 | School Rangers                                  |                      | Host      | [ 20 ]       |
| 2018 | Love Bipolar                                    | Kanit                | Vai phụ   | [ 21 ]       |
| 2018 | WOW! Thailand                                   |                      | Host      | [ 1 ] [ 22 ] |
| 2018 | The Gifted                                      | Thầy Pom             | Vai chính | [ 23 ]       |
| 2019 | Boy For Rent                                    | Jayden               | Vai phụ   | [ 24 ]       |
| 2019 | Fleet of Time                                   | Chaew                | Vai chính | [ 25 ]       |
| 2019 | Sucker Kick                                     | Li Ming              | Khách mời |              |
| 2019 | A Gift For Whom You Hate                        | Krit                 | Vai chính | [ 26 ]       |
| 2020 | The Gifted: Graduation                          | Thầy Pom             | Vai chính | [ 27 ]       |
| 2020 | 10Fight10 season 2 (WorkpointTV)                | Thành viên đội trắng |           |              |
| 2020 | Wake Up Ladies: Very Complicated                | Jack                 | Vai phụ   |              |
| 2020 | Dtaem Rak                                       |                      | Vai phụ   |              |
| 2021 | Mr. Lipstick                                    | Meuk                 | Vai phụ   |              |
| 2021 | 46 Days                                         | Warut                | Vai phụ   |              |
| 2021 | Baker Boys                                      | Pop                  | Vai phụ   |              |
| 2022 | Revenge From The Past                           | Han                  | Vai phụ   |              |
|      | You Fight And I Love                            |                      | Vai phụ   |              |

## Âm nhạc
| Năm  | Tên bài hát                                         | Đài           | Ref.   |
| ---- | --------------------------------------------------- | ------------- | ------ |
| 2014 | เราเลือกความรักได้เสมอ (Rao Leuak Kwahm Ruk Dai Samur) | GMM Grammy    | [ 5 ]  |
| 2015 | กอดสุดท้าย (Kot Sutthai)                              | GMM Grammy    | [ 6 ]  |
| 2016 | My Beautiful Girl                                   | GMMTV Records | [ 28 ] |
| 2017 | พรุ่งนี้ทุกวัน (Phrung Nee Thuk Wun)                      | GMMTV Records | [ 29 ] |
| 2018 | ติดใจ (Tit Chai)                                     | GMMTV Records | [ 30 ] |

## Đời tư
Hiện Victor đang trong mối quan hệ với nữ diễn viên, người mẫu Charada Imraporn (Piglet) từ năm 2017, người đã từng đóng cặp với anh trong U-Prince Series: Badass Baker.